# Pontlevoy
Pontlevoy, ou plus rarement Pont-Levoy, est une commune française située dans le département de Loir-et-Cher, en région Centre-Val de Loire.
Elle est jumelée avec la ville de Gignod dans le Val d'Aoste en Italie.
Le patrimoine architectural de la commune comprend cinq bâtiments portés à l'inventaire des monuments historiques : l'abbaye de Pontlevoy, classée en 1934 puis en 1991, l'église Saint-Pierre, inscrite en 1962, le château des Bordes, inscrit en 1997 puis en 2018, le manoir de Maré, inscrit en 2003, et le monument funéraire de Pierre-François Chappotin et de sa mère, inscrit en 2010.

## Géographie

### Localisation et communes limitrophes
La commune de Pontlevoy se trouve au sud-ouest du département de Loir-et-Cher, dans la petite région agricole des Plateaux bocagers de la Touraine méridionale,. À vol d'oiseau, elle se situe à 22,7 km  de Blois, préfecture du département, à 37,1 km de Romorantin-Lanthenay, sous-préfecture, et à 7,3 km de Montrichard Val de Cher, chef-lieu du canton de Montrichard dont dépend la commune depuis 2015. La commune fait en outre partie du bassin de vie de Montrichard.
Les communes les plus proches sont :
Thenay (2,6 km), Bourré (5,2 km), Monthou-sur-Cher (5,8 km), Sambin (6,2 km), Angé (6,5 km), Choussy (7,2 km), Montrichard (7,3 km), Thésée (8,1 km) et Pouillé (8,6 km).
Les communes qui l'entourent sont :
- Thenay (3 km) à l'est ;
- Sambin (6 km) au nord-est ;
- Monthou-sur-Bièvre et Chaumont-sur-Loire au nord ;
- le hameau de l'Aleu (ancienne orthographe Lalleu) puis Vallières-les-Grandes (respectivement à 4 et 7 km), à l'ouest ;
- Montrichard (7 km, chef-lieu de canton) au sud-ouest ;
- Bourré, au sud ;
- Monthou-sur-Cher, au sud et au sud-est.

Ce village est situé au cœur des châteaux de la Loire, à proximité de Cheverny, Chaumont-sur-Loire, Chenonceaux, Amboise, Clos-Lucé, etc.
L'Amasse, un affluent de la Loire, prend sa source sur la commune, à l'étang de Sudais dans la forêt de Chaumont. Elle conflue avec la Loire à Amboise.

### Hydrographie
La commune est drainée par l'Amasse (5,306 km), les Anguilleuses (7,621 km) et par divers petits cours d'eau, constituant un réseau hydrographique de 41,12 km de longueur totale.
L'Amasse, d'une longueur totale de 29,2 km, prend sa source dans la commune de Pontlevoy et se jette dans la Loireà Amboise, après avoir traversé 4 communes.
Les Anguilleuses traverse la commune d'ouest en est. D'une longueur totale de 11,7 km, il prend sa source dans la commune de Pontlevoy (Loir-et-Cher) et se jette dans le Bavet à Monthou-sur-Cher (Loir-et-Cher), après avoir traversé 3 communes.
Sur le plan piscicole, ces cours d'eau sont classés en deuxième catégorie, où le peuplement piscicole dominant est constitué de poissons blancs (cyprinidés) et de carnassiers (brochet, sandre et perche).

### Climat
Pour des articles plus généraux, voir Climat du Centre-Val de Loire et Climat de Loir-et-Cher.
En 2010, le climat de la commune est de type climat océanique dégradé des plaines du Centre et du Nord, selon une étude du CNRS s'appuyant sur une série de données couvrant la période 1971-2000. En 2020, Météo-France publie une typologie des climats de la France métropolitaine dans laquelle la commune est exposée à un climat océanique altéré et est dans la région climatique Moyenne vallée de la Loire, caractérisée par une bonne insolation (1 850 h/an) et un été peu pluvieux.
Pour la période 1971-2000, la température annuelle moyenne est de 11,1 °C, avec une amplitude thermique annuelle de 15,4 °C. Le cumul annuel moyen de précipitations est de 670 mm, avec 10,3 jours de précipitations en janvier et 6,8 jours en juillet. Pour la période 1991-2020, la température moyenne annuelle observée sur la station météorologique de Météo-France la plus proche, sur la commune de Limeray à 18 km à vol d'oiseau, est de 12,2 °C et le cumul annuel moyen de précipitations est de 670,2 mm,. Pour l'avenir, les paramètres climatiques de la commune estimés pour 2050 selon différents scénarios d'émission de gaz à effet de serre sont consultables sur un site dédié publié par Météo-France en novembre 2022.

### Milieux naturels et biodiversité

#### Espaces protégés
La protection réglementaire est le niveau d'intervention le plus haut pour préserver des espaces naturels remarquables et leur biodiversité associée.Un espace protégé est présent sur la commune : le « site géologique de Pontlevoy », une réserve naturelle régionale constituée d'une carrière de calcaire de Beauce ponctuellement recouvert de faluns (dépôts marins constitués de sable et de coquilles fossiles). Ces dépôts sont les traces d'un océan présent il y a 15 à 20 millions d'années sous un climat tropical ou subtropical. Il présente une superficie de 0,55 ha.

#### Sites Natura 2000
Le réseau Natura 2000 est un réseau écologique européen de sites naturels d'intérêt écologique élaboré à partir des Directives « Habitats » et « Oiseaux ». Ce réseau est constitué de Zones spéciales de conservation (ZSC) et de Zones de protection spéciale (ZPS). Dans les zones de ce réseau, les États membres s'engagent à maintenir dans un état de conservation favorable les types d'habitats et d'espèces concernés, par le biais de mesures réglementaires, administratives ou contractuelles. L'objectif est de promouvoir une gestion adaptée des habitats tout en tenant compte des exigences économiques, sociales et culturelles, ainsi que des particularités régionales et locales de chaque État membre. Les activités humaines ne sont pas interdites, dès lors que celles-ci ne remettent pas en cause significativement l'état de conservation favorable des habitats et des espèces concernés. Une partie du territoire communal est incluse dans le site Natura 2000 :
le « Bois de Sudais », d'une superficie de 260 ha.

#### Zones naturelles d'intérêt écologique, faunistique et floristique
L'inventaire des zones naturelles d'intérêt écologique, faunistique et floristique (ZNIEFF) a pour objectif de réaliser une couverture des zones les plus intéressantes sur le plan écologique, essentiellement dans la perspective d'améliorer la connaissance du patrimoine naturel national et de fournir aux différents décideurs un outil d'aide à la prise en compte de l'environnement dans l'aménagement du territoire. Le territoire communal de Pontlevoy comprend deux ZNIEFF :
- l'« Étang de Sudais » (55,13 ha)[24] ;
- les « Mardelles tourbeuses des Bois des Bordes et de Sudais » (247,19 ha)[25].

#### Espaces naturels sensibles
Dans le cadre de sa politique environnementale, le Conseil départemental labellise certains sites au patrimoine naturel remarquable, les « espaces naturels sensibles », dans le but de les préserver, les faire connaître et les valoriser. Vingt-six sites sont ainsi identifiés dans le département dont un situé sur le territoire communal : la « Réserve naturelle géologique régionale de Pontlevoy », une carrière présentant un intérêt géologique, paléontologique et ethnologique.

## Urbanisme

### Typologie
Au 1er janvier 2024, Pontlevoy est catégorisée bourg rural, selon la nouvelle grille communale de densité à sept niveaux définie par l'Insee en 2022.
Elle est située hors unité urbaine. Par ailleurs la commune fait partie de l'aire d'attraction de Montrichard Val de Cher, dont elle est une commune de la couronne,. Cette aire, qui regroupe 7 communes, est catégorisée dans les aires de moins de 50 000 habitants,.

### Occupation des sols
L'occupation des sols est marquée par l'importance des espaces agricoles et naturels (96,8 %). La répartition détaillée ressortant de la base de données européenne d'occupation biophysique des sols Corine Land Cover millésimée 2012 est la suivante :
- terres arables (11,6 %),
- cultures permanentes (0,6 %),
- zones agricoles hétérogènes (15,4 %),
- prairies (3,5 %),
- forêts (65,2 %),
- milieux à végétation arbustive ou herbacée (0,7 %),
- zones urbanisées (1 %),
- espaces verts artificialisés non agricoles (0,5 %),
- zones industrielles et commerciales et réseaux de communication (1,7 %),
- eaux continentales (0,5 %)[8].

### Planification
En matière de planification, la commune disposait en 2017 d'un plan local d'urbanisme en révision. Par ailleurs, à la suite de la loi ALUR (loi pour l'accès au logement et un urbanisme rénové) de mars 2014, un plan local d'urbanisme intercommunal couvrant le territoire de la Communauté de communes Val-de-Cher-Controis a été prescrit le 14 décembre 2015.

### Habitat et logement
Le tableau ci-dessous présente la typologie des logements à Pontlevoy en 2016 comparée à celle du Loir-et-Cher et de la France entière. Une caractéristique marquante du parc de logements est ainsi une proportion de résidences secondaires et logements occasionnels (10,8 %) inférieure à celle du département (18 %) mais supérieure à celle de la France entière (9,6 %). Concernant le statut d'occupation de ces logements, 73,2 % des habitants de la commune sont propriétaires de leur logement (75,5 % en 2011), contre 68,1 % pour le Loir-et-Cher et 57,6 pour la France entière.
|                                                         | Pontlevoy | Loir-et-Cher | France entière |
| ------------------------------------------------------- | --------- | ------------ | -------------- |
| Résidences principales (en %)                           | 79,3      | 74,5         | 82,3           |
| Résidences secondaires et logements occasionnels (en %) | 10,8      | 18           | 9,6            |
| Logements vacants (en %)                                | 9,9       | 7,5          | 8,1            |

### Risques majeurs
Le territoire communal de Pontlevoy est vulnérable à différents aléas naturels : climat (hiver exceptionnel ou canicule), feux de forêts, mouvements de terrains ou sismique (sismicité très faible) : 11 avril 2011 - avril 2020.
Il est également exposé à un risque technologique : le transport de matières dangereuses,.

#### Risques naturels
Les mouvements de terrains susceptibles de se produire sur la commune sont liés au retrait-gonflement des argiles. Le phénomène de retrait-gonflement des argiles est la conséquence d'un changement d'humidité des sols argileux. Les argiles sont capables de fixer l'eau disponible mais aussi de la perdre en se rétractant en cas de sécheresse. Ce phénomène peut provoquer des dégâts très importants sur les constructions (fissures, déformations des ouvertures) pouvant rendre inhabitables certains locaux. La carte de zonage de cet aléa peut être consultée sur le site de l'observatoire national des risques naturels Georisques.

#### Risques technologiques
Le risque de transport de marchandises dangereuses sur la commune est lié à sa traversée par une route à fort trafic et une canalisation de transport de gaz. Un accident se produisant sur de telles infrastructures est en effet susceptible d'avoir des effets graves au bâti ou aux personnes jusqu'à 350 m, selon la nature du matériau transporté. Des dispositions d'urbanisme peuvent être préconisées en conséquence.

## Toponymie
Plusieurs hypothèses coexistent pour l'origine du nom du village[réf. souhaitée]. La plus probable est celle de Pont sur la Voy. En effet, il y a bien longtemps la rivière qui passe dans le village, l'Anguilleuse (appelée ainsi en raison de son importante population d'anguilles) séparait le village en deux. Il n'y avait alors qu'un seul pont pour relier l'autre partie du village. Ce pont serait à l'origine du nom du village, et il est avéré que le nom Pontlevoy s'écrivait et s'écrit encore parfois Pont-Levoy.
Pour Jean Tosti, Pontlevoy (Pontem Leviatum, 1075) d'ésigne celui qui est originaire de cette commune et désigne soit un pont-levis, soit plutôt un pont de pierre (latin pons lapideus). Le toponyme est issu de l'agglutination des mots latins pons et levatus qui signifie "le pont levis."

## Histoire
La bataille de Pontlevoy, le 6 juillet 1016, est une victoire de Foulques III, comte d'Anjou, allié à Herbert du Mans sur Eudes II, comte de Blois,.
Entre le 29 janvier 1939 et le 8 février, plus de 3 100 réfugiés espagnols fuyant l'effondrement de la république espagnole devant Franco, arrivent dans le Loir-et-Cher. Devant l'insuffisance des structures d'accueil (les haras de Selles-sur-Cher sont notamment utilisés), 47 villages sont mis à contribution, dont Pontlevoy. Les réfugiés, essentiellement des femmes et des enfants, sont soumis à une quarantaine stricte et vaccinés, leur courrier est limité, leur ravitaillement, s'il est peu varié et cuisiné à la française, est cependant assuré. Au printemps et en été les réfugiés sont regroupés à Bois-Brûlé (commune de Boisseau).

## Enseignement
Fondée 1034 par Gueldouin, compagnon du comte de Blois, Eudes II, l'abbaye est soumise à la règle de saint Benoît. Les moines y accueillent les malades. Ils y éduquent aussi des enfants.
Ruinée au cours de la guerre de Cent Ans, l'abbaye connaît un renouveau en 1644 et les moines ouvrent à nouveau le collège. Au XVIIIe siècle, Pontlevoy est rapidement considérée comme l'une des meilleures écoles préparatoires à l'école militaire. La Révolution supprime l'école royale militaire (1776-1793), mais laisse le collège sous la direction d'un moine bénédictin sécularisé (défroqué) jusqu'en 1824, Pierre-François Chappotin (1765-1829 ; né à Irancy et † à Toulouse) (cf. Irancy, sa ville natale ; Daniel Porquet, Académie de Touraine : L'Ecole royale militaire de Pontlevoy ; le site,).
En 1906, les élèves du Petit Séminaire de La Chapelle-Saint-Mesmin (Loiret), école secondaire religieuse dépendant du Séminaire d'Orléans, arrivèrent au Collège de Pontlevoy, à la suite du vote de la loi de séparation des Églises et de l'État à la fin de 1905. Créé en 1844 par Mgr Jean-Jacques Fayet et développé par Mgr Félix Dupanloup, tous les deux évêques d'Orléans, le petit séminaire a compté jusqu'à 300 élèves. Considéré à l'époque comme un établissement d'un très haut niveau et jouissant d'une réputation internationale, dans lequel de nombreux personnages célèbres ont suivi leurs études, il était surnommé à l'époque par Alfred de Falloux « le Palais de l'Éducation ».
Jusqu'en 1940, l'abbaye joue son rôle dans l'éducation des jeunes garçons. On se rappelle que le bienheureux père Brottier, illustre directeur de l'œuvre des apprentis d'Auteuil, l'a fréquentée en tant que surveillant et professeur.
L'université Sud Mississippi, qui est avec ses quinze mille étudiants le plus grand centre universitaire de l'État du Mississippi aux États-Unis, a mis au point vingt-huit programmes d'études à l'étranger, dont le principal est basé à Londres. Le nouveau sera basé[Quand ?] à Pontlevoy et portera le nom de European-American Center for International Education.
En 2005, l'abbé Pierre-Antoine Belley (communauté Saint-Martin), a ouvert un internat, puis en 2007, le lycée catholique de Pontlevoy, dans le but de pallier le déficit de lycées de la région et de continuer la tradition éducative de la ville. L'école comporte un internat (à l'origine installé dans l'ancien monastère) qui participe à la vie du village, notamment par le festival Un sens à ma vie, qui réunit des jeunes de divers horizons dans l'ancienne abbaye. En 2022, l'établissement scolarise 820 élèves.
Pontlevoy possède donc une grande tradition dans l'enseignement et l'éducation qui a commencé en 1034. Cette tradition ne s'est jamais arrêtée et continue avec le soutien de l'association des anciens élèves pontiléviens.

## Politique et administration

### Découpage territorial
La commune de Pontlevoy est membre de la Communauté de communes Val-de-Cher-Controis, un établissement public de coopération intercommunale (EPCI) à fiscalité propre créé le 1er janvier 2017.
Elle est rattachée sur le plan administratif à l'arrondissement de Romorantin-Lanthenay, au département de Loir-et-Cher et à la région Centre-Val de Loire, en tant que circonscriptions administratives. Sur le plan électoral, elle est rattachée au canton de Montrichard depuis 2015 pour l'élection des conseillers départementaux et à la première circonscription de Loir-et-Cher pour les élections législatives.

### Politique et administration municipale

#### Conseil municipal et maire
Le conseil municipal de Pontlevoy, commune de plus de 1 000 habitants, est élu au scrutin proportionnel plurinominal avec prime majoritaire. Compte tenu de la population communale, le nombre de sièges au conseil municipal est de 19. Le maire, à la fois agent de l'État et exécutif de la commune en tant que collectivité territoriale, est élu par le conseil municipal au scrutin secret lors de la première réunion du conseil suivant les élections municipales, pour un mandat de six ans, c'est-à-dire pour la durée du mandat du conseil.
| Période   | Période  | Identité              | Étiquette | Qualité                         |
| --------- | -------- | --------------------- | --------- | ------------------------------- |
| 1960      | 1983     | Jean Berger           | DVD       |                                 |
| mars 1983 | 1988     | Pierre Favard         | DVG       |                                 |
| mars 1988 | 1989     | Pierre Dubreuil       | DVD       |                                 |
| mars 1989 | 1995     | Jacques Ferandou      | DVD       |                                 |
| mars 1995 | 2008     | Christian Goemaere    | UDF       |                                 |
| mars 2008 | 2014     | Xavier de Bodard      | SE        |                                 |
| mars 2014 | En cours | Jean-Louis Berthault, | DVD       | Contremaître, agent de maîtrise |

## Population et société

### Démographie

#### Évolution démographique
L'évolution du nombre d'habitants est connue à travers les recensements de la population effectués dans la commune depuis 1793. Pour les communes de moins de 10 000 habitants, une enquête de recensement portant sur toute la population est réalisée tous les cinq ans, les populations de référence des années intermédiaires étant quant à elles estimées par interpolation ou extrapolation. Pour la commune, le premier recensement exhaustif entrant dans le cadre du nouveau dispositif a été réalisé en 2008.

En 2022, la commune comptait 1 537 habitants, en évolution de +1,12 % par rapport à 2016 (Loir-et-Cher : −1,15 %, France hors Mayotte : +2,11 %).
| 1793  | 1800  | 1806  | 1821  | 1831  | 1836  | 1841  | 1846  | 1851  |
| ----- | ----- | ----- | ----- | ----- | ----- | ----- | ----- | ----- |
| 1 326 | 1 007 | 1 431 | 1 431 | 1 546 | 1 800 | 2 100 | 2 416 | 2 580 |

| 1856  | 1861  | 1866  | 1872  | 1876  | 1881  | 1886  | 1891  | 1896  |
| ----- | ----- | ----- | ----- | ----- | ----- | ----- | ----- | ----- |
| 2 573 | 2 506 | 2 436 | 2 260 | 2 551 | 2 427 | 2 503 | 2 435 | 2 366 |

| 1901  | 1906  | 1911  | 1921  | 1926  | 1931  | 1936  | 1946  | 1954  |
| ----- | ----- | ----- | ----- | ----- | ----- | ----- | ----- | ----- |
| 2 253 | 2 095 | 2 267 | 2 067 | 2 078 | 1 909 | 1 921 | 1 973 | 1 646 |

| 1962  | 1968  | 1975  | 1982  | 1990  | 1999  | 2006  | 2008  | 2013  |
| ----- | ----- | ----- | ----- | ----- | ----- | ----- | ----- | ----- |
| 1 534 | 1 688 | 1 413 | 1 486 | 1 423 | 1 460 | 1 540 | 1 564 | 1 513 |

| 2018  | 2022  | - | - | - | - | - | - | - |
| ----- | ----- | - | - | - | - | - | - | - |
| 1 529 | 1 537 | - | - | - | - | - | - | - |

#### Pyramide des âges
La population de la commune est relativement âgée.
En 2018, le taux de personnes d'un âge inférieur à 30 ans s'élève à 30,2 %, soit en dessous de la moyenne départementale (31,3 %). À l'inverse, le taux de personnes d'âge supérieur à 60 ans est de 32,4 % la même année, alors qu'il est de 31,6 % au niveau départemental.
En 2018, la commune comptait 748 hommes pour 781 femmes, soit un taux de 51,08 % de femmes, légèrement inférieur au taux départemental (51,45 %).
Les pyramides des âges de la commune et du département s'établissent comme suit.
| Hommes | Classe d’âge | Femmes |
| ------ | ------------ | ------ |
| 0,9    | 90 ou +      | 2,2    |
| 10,4   | 75-89 ans    | 14,1   |
| 17,8   | 60-74 ans    | 19,2   |
| 22,3   | 45-59 ans    | 20,4   |
| 16,2   | 30-44 ans    | 16,1   |
| 15,5   | 15-29 ans    | 13,4   |
| 16,8   | 0-14 ans     | 14,6   |

| Hommes | Classe d’âge | Femmes |
| ------ | ------------ | ------ |
| 1,1    | 90 ou +      | 2,6    |
| 9,2    | 75-89 ans    | 11,9   |
| 19,7   | 60-74 ans    | 20,4   |
| 20,7   | 45-59 ans    | 20     |
| 16,5   | 30-44 ans    | 16,2   |
| 15,2   | 15-29 ans    | 13,2   |
| 17,6   | 0-14 ans     | 15,7   |

## Économie

### Secteurs d'activité
Le tableau ci-dessous détaille le nombre d'entreprises implantées à Pontlevoy selon leur secteur d'activité et le nombre de leurs salariés :
|                                                              | total | % com (% dep) | 0 salarié | 1 à 9 salarié(s) | 10 à 19 salariés | 20 à 49 salariés | 50 salariés ou plus |
| ------------------------------------------------------------ | ----- | ------------- | --------- | ---------------- | ---------------- | ---------------- | ------------------- |
| Ensemble                                                     | 163   | 100,0 (100)   | 118       | 41               | 0                | 2                | 2                   |
| Agriculture, sylviculture et pêche                           | 31    | 19,0 (11,8)   | 27        | 4                | 0                | 0                | 0                   |
| Industrie                                                    | 10    | 6,1 (6,5)     | 7         | 3                | 0                | 0                | 0                   |
| Construction                                                 | 16    | 9,8 (10,3)    | 7         | 9                | 0                | 0                | 0                   |
| Commerce, transports, services divers                        | 87    | 53,4 (57,9)   | 68        | 19               | 0                | 0                | 0                   |
| dont commerce et réparation automobile                       | 24    | 14,7 (17,5)   | 16        | 8                | 0                | 0                | 0                   |
| Administration publique, enseignement, santé, action sociale | 19    | 11,7 (13,5)   | 9         | 6                | 0                | 2                | 2                   |
| Champ : ensemble des activités.                              |       |               |           |                  |                  |                  |                     |

Le secteur du commerce, transports et services divers est prépondérant sur la commune (87 entreprises sur 163) néanmoins le secteur agricole reste important puisqu'en proportions (19 %), il est plus important qu'au niveau départemental (11,8 %).
Sur les 163 entreprises implantées à Pontlevoy en 2016, 118 ne font appel à aucun salarié, 41 comptent 1 à 9 salariés, 2 emploient entre 20 et 49 personnes.
Au 1er juillet 2017, la commune est classée en zone de revitalisation rurale (ZRR), un dispositif visant à aider le développement des territoires ruraux principalement à travers des mesures fiscales et sociales. Des mesures spécifiques en faveur du développement économique s'y appliquent également.

### Agriculture
En 2010, l'orientation technico-économique de l'agriculture sur la commune est la polyculture et le polyélevage. Le département a perdu près d'un quart de ses exploitations en 10 ans, entre 2000 et 2010 (c'est le département de la région Centre-Val de Loire qui en compte le moins). Cette tendance se retrouve également au niveau de la commune où le nombre d'exploitations est passé de 67 en 1988 à 42 en 2000 puis à 34 en 2010. Parallèlement, la taille de ces exploitations augmente, passant de 51 ha en 1988 à 102 ha en 2010.
Le tableau ci-dessous présente les principales caractéristiques des exploitations agricoles de Pontlevoy, observées sur une période de 22 ans :
|                                      | 1988                 | 2000                 | 2010                 |
| Dimension économique                 | Dimension économique | Dimension économique | Dimension économique |
| ------------------------------------ | -------------------- | -------------------- | -------------------- |
| Nombre d'exploitations (u)           | 67                   | 42                   | 34                   |
| Travail (UTA)                        | 120                  | 90                   | 55                   |
| Surface agricole utilisée (ha)       | 3 397                | 3 673                | 3 474                |
| Cultures                             |                      |                      |                      |
| Terres labourables (ha)              | 3 118                | 3 513                | 3 348                |
| Céréales (ha)                        | 1874                 | 2046                 | 1913                 |
| dont blé tendre (ha)                 | 918                  | 1311                 | 1080                 |
| dont maïs-grain et maïs-semence (ha) | 557                  | 185                  | 120                  |
| Tournesol (ha)                       | 428                  | s                    | s                    |
| Colza et navette (ha)                | 311                  | 439                  | 498                  |
| Élevage                              |                      |                      |                      |
| Cheptel (UGBTA)                      | 1520                 | 1165                 | 1078                 |

#### Produits labellisés
La commune de Pontlevoy est située dans l'aire de l'appellation d'origine protégée (AOP)  de cinq produits : deux fromages (le Sainte-maure-de-touraine et le Selles-sur-cher) et trois vins (le crémant-de-loire, le rosé-de-loire et le Touraine).
Le territoire de la commune est également intégré aux aires de productions de divers produits bénéficiant d'une indication géographique protégée (IGP) : les rillettes de Tours, le vin Val-de-loire et les volailles de l’Orléanais,.

Quelques produits labellisés de Pontlevoy.
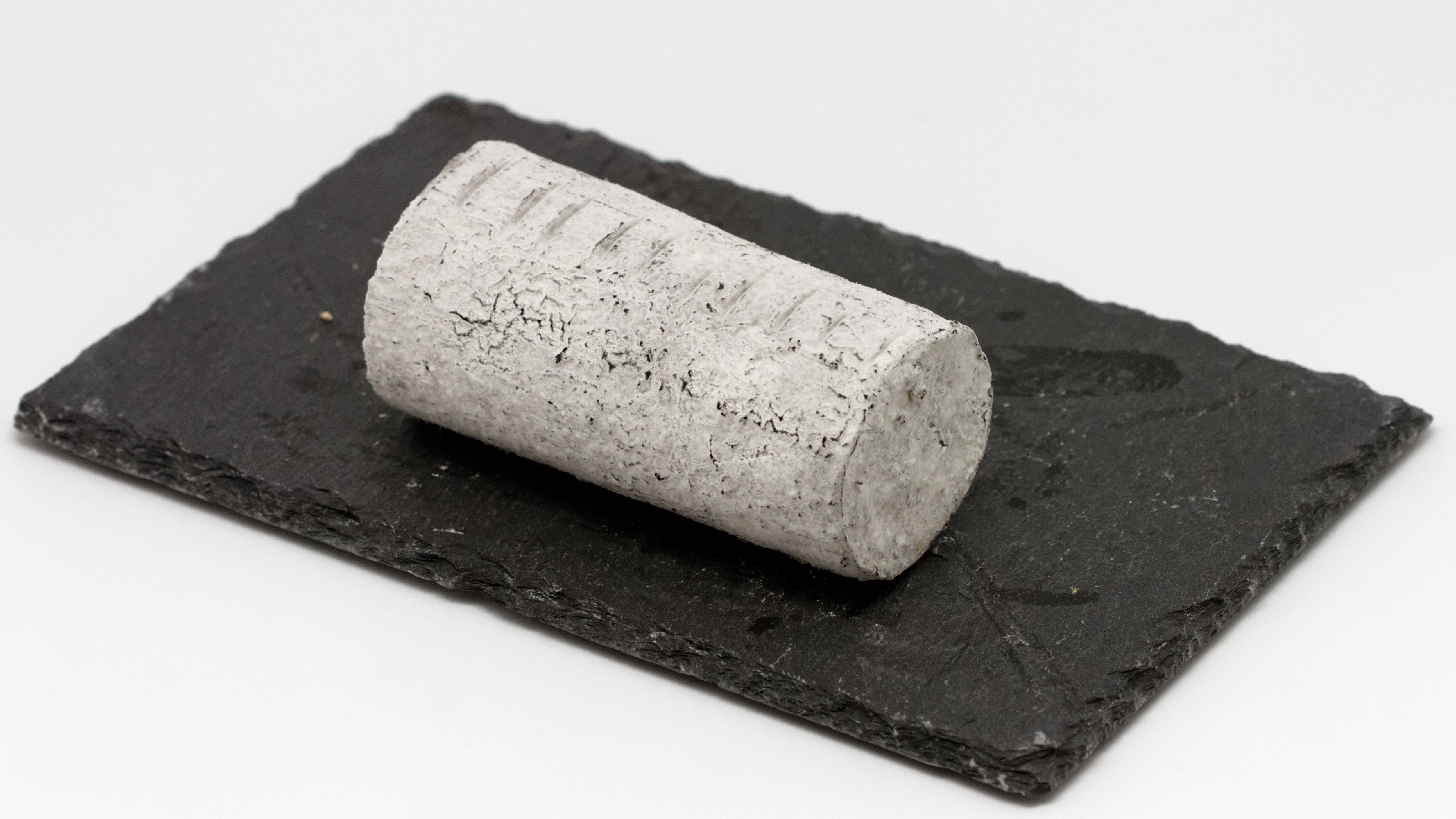
Sainte-maure-de-touraine.
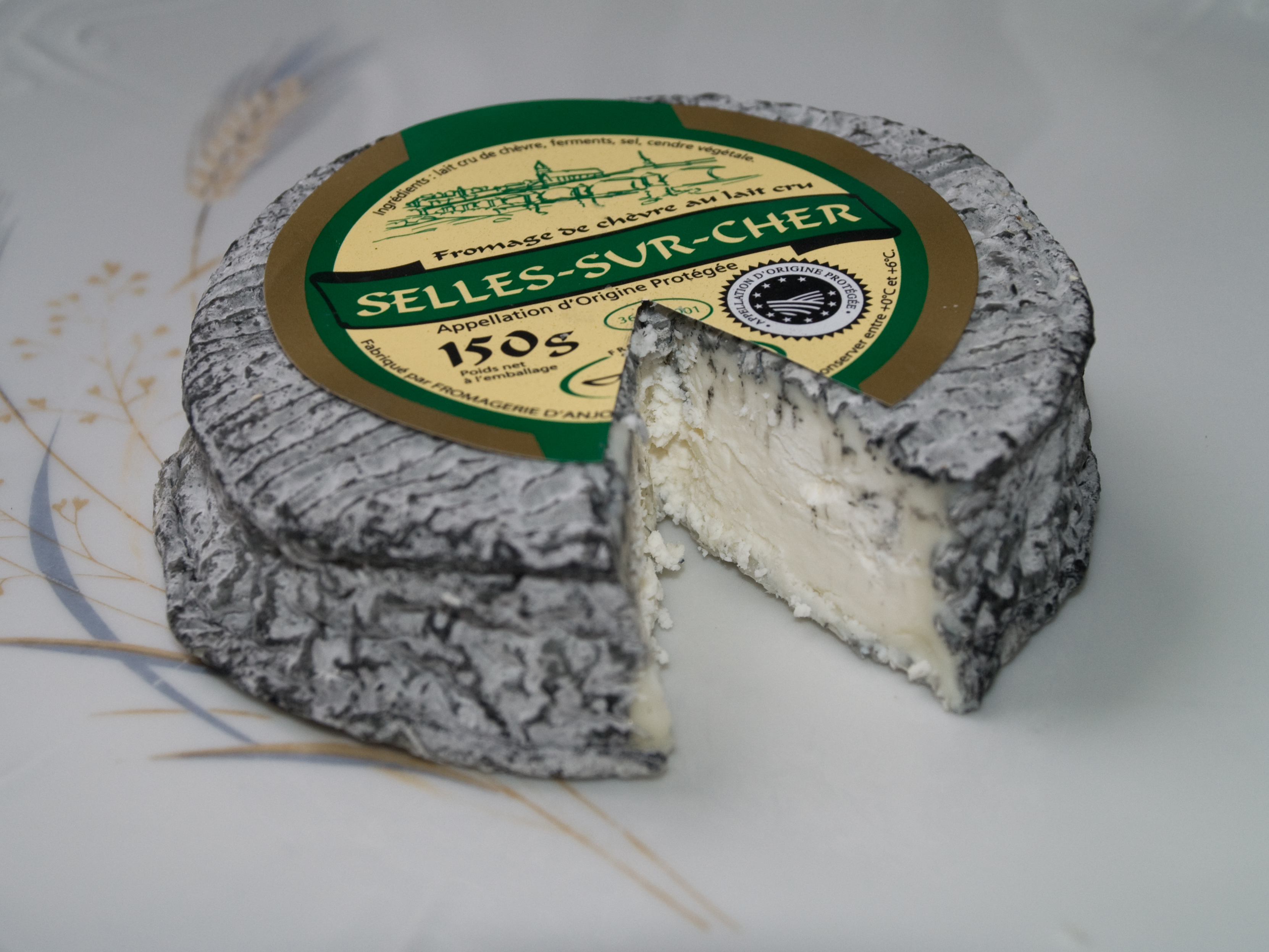
Selles-sur-cher.
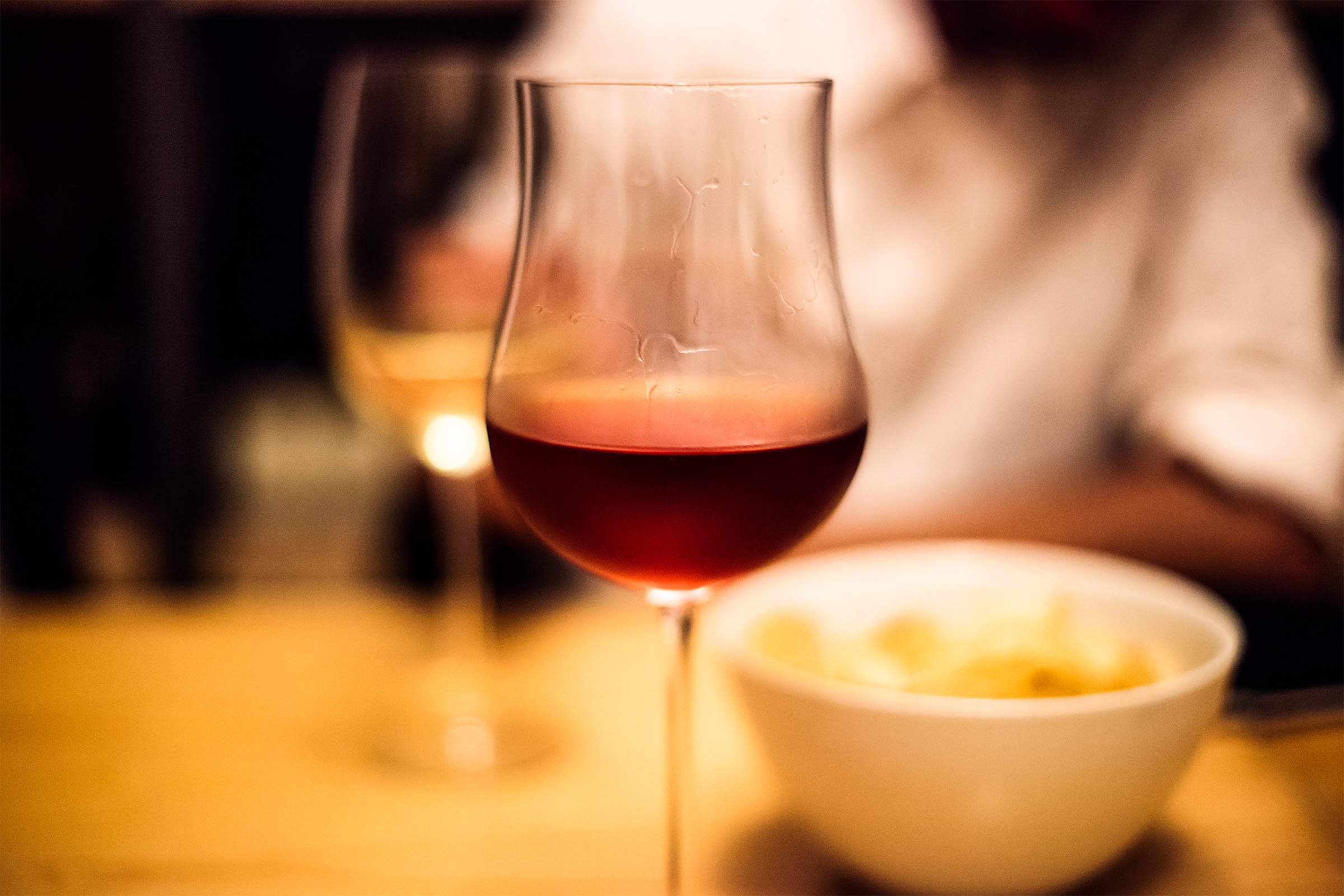
Touraine rouge.

## Culture locale et patrimoine

### Voies
| 174 odonymes ou lieux-dits recensés à Pontlevoy au 8 mars 2014                                                             | 174 odonymes ou lieux-dits recensés à Pontlevoy au 8 mars 2014 | 174 odonymes ou lieux-dits recensés à Pontlevoy au 8 mars 2014 | 174 odonymes ou lieux-dits recensés à Pontlevoy au 8 mars 2014 | 174 odonymes ou lieux-dits recensés à Pontlevoy au 8 mars 2014 | 174 odonymes ou lieux-dits recensés à Pontlevoy au 8 mars 2014 | 174 odonymes ou lieux-dits recensés à Pontlevoy au 8 mars 2014 | 174 odonymes ou lieux-dits recensés à Pontlevoy au 8 mars 2014 | 174 odonymes ou lieux-dits recensés à Pontlevoy au 8 mars 2014 | 174 odonymes ou lieux-dits recensés à Pontlevoy au 8 mars 2014 | 174 odonymes ou lieux-dits recensés à Pontlevoy au 8 mars 2014 | 174 odonymes ou lieux-dits recensés à Pontlevoy au 8 mars 2014 | 174 odonymes ou lieux-dits recensés à Pontlevoy au 8 mars 2014 | 174 odonymes ou lieux-dits recensés à Pontlevoy au 8 mars 2014 | 174 odonymes ou lieux-dits recensés à Pontlevoy au 8 mars 2014 | 174 odonymes ou lieux-dits recensés à Pontlevoy au 8 mars 2014 |
| Allée | Avenue                                                         | Bld                                                            | Carrefour                                                      | Chemin                                                         | Clos                                                           | Impasse                                                        | Passage                                                        | Place                                                          | Promenade                                                      | Route                                                          | Rue                                                            | Sentier                                                        | Voie                                                           | Autres                                                         | Total                                                          |
| --- | -------------------------------------------------------------- | -------------------------------------------------------------- | -------------------------------------------------------------- | -------------------------------------------------------------- | -------------------------------------------------------------- | -------------------------------------------------------------- | -------------------------------------------------------------- | -------------------------------------------------------------- | -------------------------------------------------------------- | -------------------------------------------------------------- | -------------------------------------------------------------- | -------------------------------------------------------------- | -------------------------------------------------------------- | -------------------------------------------------------------- | -------------------------------------------------------------- |
| 1 | 0                                                              | 1                                                              | 0                                                              | 6                                                              | 0                                                              | 2                                                              | 2                                                              | 6                                                              | 0                                                              | 7                                                              | 59                                                             | 0                                                              | 0                                                              | 90                                                             | 174                                                            |
| Notes « N » | Notes « N »                                                    | 1. 2. 3. 4. 5. 6. 7. 8. 9.                                     | 1. 2. 3. 4. 5. 6. 7. 8. 9.                                     | 1. 2. 3. 4. 5. 6. 7. 8. 9.                                     | 1. 2. 3. 4. 5. 6. 7. 8. 9.                                     | 1. 2. 3. 4. 5. 6. 7. 8. 9.                                     | 1. 2. 3. 4. 5. 6. 7. 8. 9.                                     | 1. 2. 3. 4. 5. 6. 7. 8. 9.                                     | 1. 2. 3. 4. 5. 6. 7. 8. 9.                                     | 1. 2. 3. 4. 5. 6. 7. 8. 9.                                     | 1. 2. 3. 4. 5. 6. 7. 8. 9.                                     | 1. 2. 3. 4. 5. 6. 7. 8. 9.                                     | 1. 2. 3. 4. 5. 6. 7. 8. 9.                                     | 1. 2. 3. 4. 5. 6. 7. 8. 9.                                     | 1. 2. 3. 4. 5. 6. 7. 8. 9.                                     |
| Sources : « rue-ville.info »(Archive.org • Wikiwix • Archive.is • Google • Que faire ?) & perche-gouet.net & OpenStreetMap |                                                                |                                                                |                                                                |                                                                |                                                                |                                                                |                                                                |                                                                |                                                                |                                                                |                                                                |                                                                |                                                                |                                                                |                                                                |

### Lieux et monuments
- La « pierre de Minuit », dolmen qui, selon la légende du village, se mettrait à tourner à minuit le dernier jour de l'année si l'on boit un seau de vin devant elle.
- L'abbaye de Pontlevoy, fondée en 1034 par Gueldouin, seigneur de Saumur, d'Amboise et de Chaumont. S'y trouve une chapelle abbatiale, chef-d'œuvre de l'art gothique (XIVe et XVe siècles), la tour Charles-VII (XVe siècle) et des bâtiments conventuels (XVIIIe siècle). Elle sert à l'enseignement depuis 1034, avec quelques interruptions après la Seconde Guerre Mondiale, et héberge toujours un lycée et un internat. Elle est la pierre angulaire du village, qui s'est construit pour ainsi dire autour d'elle ; l'ancienne gare est juxtaposée à l'édifice.
- Château des Bordes.
- Église Saint-Pierre.
- Manoir de Maré.
- Monument funéraire de Pierre-François Chappotin et de sa mère, monument historique (inscription par arrêté du 27 octobre 2010, réf. PA41000066)[80].

### Héraldique
|  | Les armoiries de Pontlevoy se blasonnent ainsi : D'azur aux deux crosses adossées d'or accostées de deux étoiles du même. (Armorial d'Hozier - 1696). |

## Personnalités liées à la commune
Nées à Pontlevoy
- Alexandre Dupré (1815-1896), bibliothécaire.
- Auguste Poulain (1825-1918), chocolatier, fondateur de la chocolaterie Poulain[81].
- Louis Filloux (1869-1957), officier artilleur et ingénieur militaire, créateur de pièces d'artillerie, dont le canon de 155 mm GPF  et le canon de 194 mle GPF[82].
- Ferdinand Desnos (1901-1958), peintre autodidacte apparenté à l'art naïf, suggérant l'imaginaire simple du Douanier Rousseau[83].

Mortes à Pontlevoy
- Pierre-Louis Hus-Desforges (1773-1838) : violoncelliste, chef d'orchestre et compositeur.
- Benoit Tranquille Berbiguier (1782-1835) : compositeur et flûtiste.
- Édouard Malingié (1799-1852) : fondateur d'une ferme-école au manoir de la Charmoise et créateur de la race de mouton de la Charmoise.
- Germain Sarrut (1800-1883), député, auteur de la Biographie des Hommes du jour.
- Gustave Vié (1849-1918), évêque de Monaco.

Liées à Pontlevoy
- Le cardinal de Richelieu (1585-1642), fut abbé de Pontlevoy.
- L'abbé Pierre de Bérulle (1631-1683), docteur en Sorbonne, visiteur général des Carmélites, "second fondateur de l'abbaye de Pontlevoy", en 1644, sous le règne de Louis XIV.
- Just-Jean-Étienne Roy (1794-1871 ?) : professeur au collège de Pontlevoy
- Honoré de Balzac situe à Pontlevoy le collège des Oratoriens où Félix de Vandenesse, héros de Le Lys dans la vallée est mis en pension pendant huit ans.
- L'abbé Louis Alexis Bourgeois (28 avril 1819, Artins - 19 juin 1878) : philosophe, historien et géologue, a dirigé l'école de Pontlevoy. Son nom a été donné à un mollusque de la famille des murex, Chicoreus bourgeoisi Tournouer, 1875.
- Louis Clergeau (25 août 1877 - 1964) : horloger-bijoutier et photographe, a réalisé de 1902 à 1936 plus 10 000 clichés de Pontlevoy et de sa région[84].
- Jeanne Besnard-Fortin (1892-1978) : artiste peintre de l'école de Quartier du Montparnasse, ayant vécu à Montrichard et étant rangée dans les artistes du secteur de Pontlevoy[85].
- Le père Daniel Brottier (1876-1936), missionnaire spiritain, directeur de la fondation des orphelins apprentis d'Auteuil, officier de la Légion d'Honneur, Croix de guerre (6 citations dont 3 palmes), béatifié par Jean-Paul II en 1984, fut surveillant puis professeur en classe de 5e au collège de Pontlevoy.
- Frédéric Delanoë (1789-1861), artiste peintre, a vécu auprès de sa belle-famille, à Pontlevoy, et y a enseigné le dessin.
- Pierre Favard (12 novembre 1931, Bourges - 13 octobre 1988) : universitaire, docteur ès sciences, fils de Jean Favard. Maire de Pontlevoy de mars 1983 à 1988. Un prix Pierre Favard a été créé en 1989 par la Société de microscopie électronique pour honorer sa mémoire.
- Michel Petrucciani (1962-1999), pianiste et compositeur de jazz français, envisage à la fin des années 1990, avec le soutien de Jack Lang, ancien ministre et maire de Blois, de fonder au sein de l'abbaye une académie de jazz. Le projet est interrompu en 1999 par la mort de Michel Petrucciani.

## Économie et société

### Bassin d'activités locales
- Domaine de Saint-Gilles

### Jumelages
- Gignod (Italie).